# Pillenfall
Im sogenannten Pillen-Fall entschied der Bundesgerichtshof mit Urteil vom 17. April 1986, dass die Einnahme empfängnisverhütender Mittel als Kernbereich privater Lebensgestaltung einer rechtsgeschäftlichen Regelung entzogen ist.

## Sachverhalt
Der Beklagte zog im Jahr 1977 zu seiner Lebensgefährtin. Beide waren sich einig, dass aus der Beziehung kein Kind hervorgehen sollte und dass die Lebensgefährtin regelmäßig Verhütungsmittel einnehmen sollte. Drei Jahre später setzte sie diese ab und bekam im Jahr 1981 ein Kind.
Der Beklagte wandte sich daraufhin an einen Anwalt, der zu einer Klage gegen die Lebensgefährtin riet, weil er die Rechtsauffassung vertrat, dass aus der Vereinbarung, die Lebensgefährtin solle regelmäßig Verhütungsmittel einnehmen, ein rechtswirksamer Vertrag zustande gekommen sei und die Lebensgefährtin daher wegen Vertragsbruch auf Schadensersatz verklagt werden könne. Die darauf gerichtete Klage wies das Amtsgericht wegen fehlender Schlüssigkeit ab. Nachdem der Anwalt zur Berufung riet, legte der Beklagte auch diese ein, nahm diese aber zurück, nachdem er Bedenken geäußert hatte, ob eine Vollstreckung aus dem zu erwartenden Urteil angesichts der Tatsache, dass die Lebensgefährtin zwischenzeitlich sozialhilfebedürftig war, überhaupt erfolgversprechend sein werde.
Nach der Rücknahme der Klage klagte der Anwalt vor dem Landgericht auf Zahlung des Anwaltshonorars. Der Beklagte legte Widerklage ein und verlangte Schadensersatz vom Anwalt auf der Grundlage, dass dieser ihn falsch beraten und ihn so in einen aussichtslosen Prozess geführt habe. Das Landgericht gab der Widerklage statt, die Berufung des Anwalts wurde vom Oberlandesgericht zurückgewiesen. Der Anwalt legte daraufhin Revision vor dem Bundesgerichtshof ein.

## Zusammenfassung des Urteils
Der Bundesgerichtshof wies die Revision zurück und bestätigte die Entscheidungen der Vorinstanzen.
Das Gericht entschied zunächst, es sei zweifelhaft, ob in der Aussage, die Lebensgefährtin werde sich zur Einnahme von Verhütungsmitteln verpflichten, ein rechtlicher Bindungswille liege, der Voraussetzung für eine rechtsverbindliche Willenserklärung und damit für das Zustandekommen eines Vertrags sei. Das könne hier aber dahinstehen, denn selbst wenn ein rechtlicher Bindungswille vorgelegen haben sollte, wäre das Rechtsgeschäft unwirksam. Denn die Entscheidung, ein Kind haben zu wollen, betreffe den engsten Kern der Entfaltung der Persönlichkeit, mithin den Kernbereich privater Lebensgestaltung. Dieser Bereich könne grundsätzlich nicht vertraglich geregelt werden,  auch nicht unter Partnern, denn ein solcher Vertrag würde die Intimsphäre des Betroffenen unzumutbar berühren. Daraus folge, dass weder aus einer Vertragsverletzung noch aus dem Deliktsrecht wegen unerlaubter Handlung auf Schadensersatz geklagt werden könne.
Der Anwalt hatte sich darauf berufen, dass aufgrund der Rechtsprechung des Bundesgerichtshofs zum Kind als Schaden der Anspruch offensichtlich bestehe. Dabei hätte der Anwalt ohne Weiteres erkennen können, dass die dortige Rechtsprechung, die sich mit Arzthaftungsansprüchen infolge von Behandlungsfehlern befasst, nicht mal ansatzweise auf den hier vorliegenden Fall anwendbar sei. Hierin und in der Tatsache, dass der Anwalt die Rechtsfrage, ob ein rechtlicher Bindungswille vorliege, überhaupt nicht erörtert habe, liege ein Beratungsfehler des Anwalts, der ihn schadensersatzpflichtig mache.